# Romanzi a fumetti Bonelli
Romanzi a fumetti Bonelli es una serie de novelas gráficas de la casa italiana Sergio Bonelli Editore.
El objetivo de la Bonelli fue ofrecer al público un tipo de publicación diferente de sus series tradicionales: la novela gráfica, con relatos autoconclusivos de ambientaciones y géneros diversos. 
Aunque la idea inicial era de una periodicidad anual, el éxito obtenido por la primera novela gráfica publicada, Dragonero (junio de 2007), llevó al editor a acelerar la salida de la segunda (Gli occhi e il buio), distribuida en los quioscos a finales de octubre del mismo año.
Desde el número 11 la publicación se volvió mensual, con la alternancia de miniseries en el tradicional formato "bonelliano" de 16x21 cm (como Coney Island, Tropical Blues, Hellnoir o UT), de historietas autoconclusivas (como Sighma, Mohican, Stria o Linea di sangue) y de álbumes especiales en colores y de formato mayor (como Monolith). Desde el número 33 pasó a ser bimensual.
Además de estrenar personajes inéditos, la serie también presenta álbumes especiales en colores de un clásico de la historieta italiana como Tex, con un formato "a la francesa" (22,5x30,5 cm). El primero fue L'eroe e la leggenda, con guion y dibujos de Paolo Eleuteri Serpieri, publicado en España como Tex: El héroe y la leyenda por Aleta Ediciones y Panini Evolution Comics.